# Johann von Czarnikau

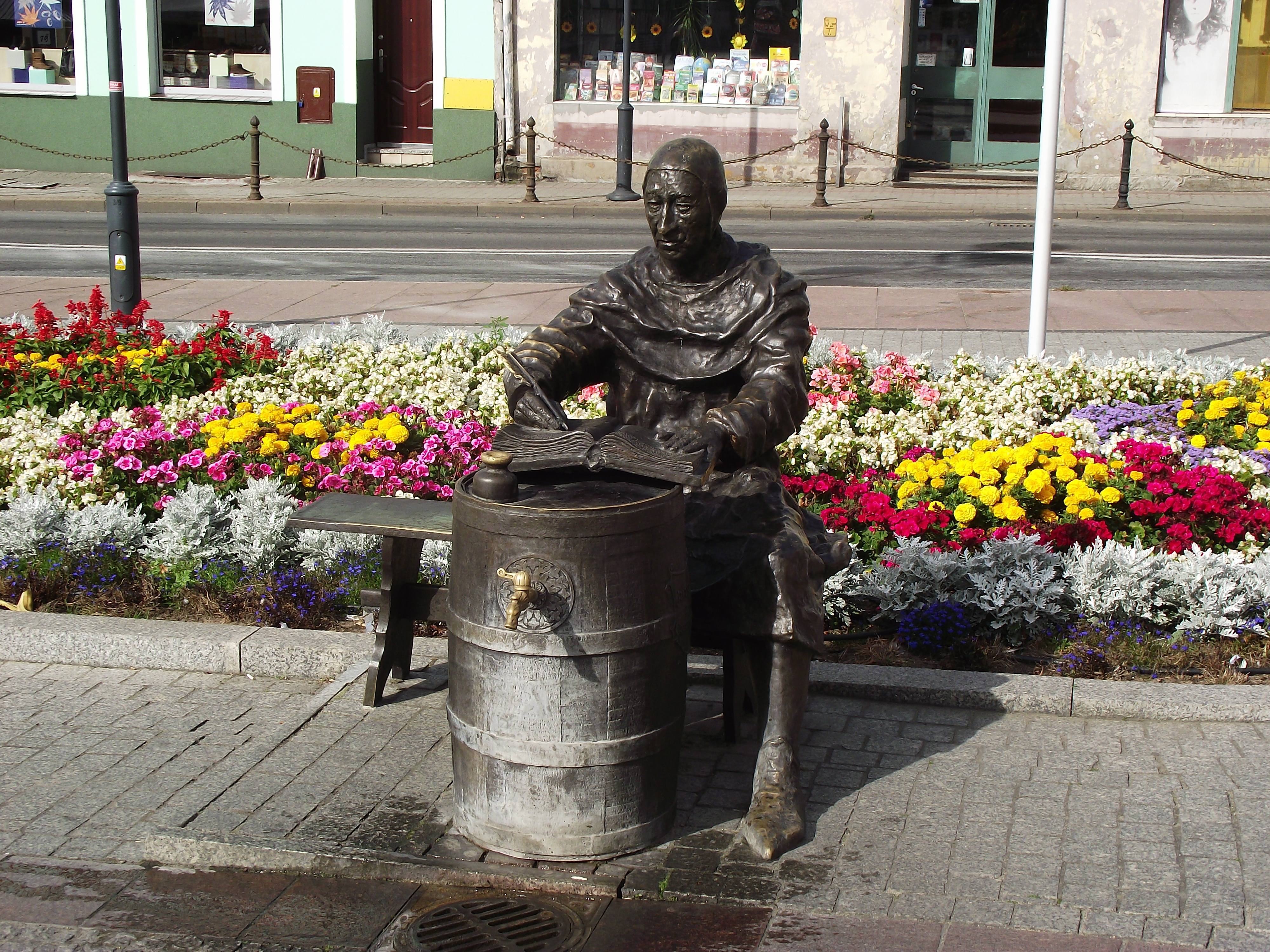
Denkmal in Czarnków

Johann von Czarnikau (polnisch: Jan(ko) z Czarnkowa; * um 1320; † 1387) war ein polnischer Chronist und Vizekanzler der Krone sowie Erzdiakon von Gnesen. Seine Familie gehörte zur Wappengemeinschaft Nałęcz.
Johann trat zunächst in den diplomatischen Dienst der Kirche, später wechselte er zur Kanzlei des polnischen Königs. Unter König Kasimir dem Großen stieg er zum Vizekanzler der Krone auf. Nach dessen Tod unterstützte er den Thronanwärter Kasimir IV. von Pommern gegen Ludwig I. von Ungarn. Als Letzterer sich durchsetzte, musste Johann 1371 das Königreich Polen verlassen. Doch bereits 1375 konnte er zurückkehren. In den Jahren von 1377 bis 1386 verfasste er eine Chronik über die Jahre 1370–1384 im Königreich Polen. In dieser Schrift geht Johann mit König Ludwig hart ins Gericht. Möglicherweise stammt auch die Großpolnische Chronik von ihm.